# Жанатасашы
Жанатасашы (каз. Жаңатасашы) — село в Кегенском районе Алматинской области Казахстана. Входит в состав Тасашинского сельского округа. Код КАТО — 195865300.

## Население
В 1999 году население села составляло 895 человек (455 мужчин и 440 женщин). По данным переписи 2009 года, в селе проживал 671 человек (343 мужчины и 328 женщин).